# جورج رووي
جورج رووي (بالإنجليزية: George Rowe)‏ (23 أغسطس 1968 بغلاسكو في المملكة المتحدة - ) هو مدرب كرة قدم ولاعب كرة قدم بريطاني في مركز قلب الدفاع. لعب مع كوين أوف ساوث ونادي كلايدبانك ‏.